# Liste des évêques et archevêques de Saint Paul et Minneapolis

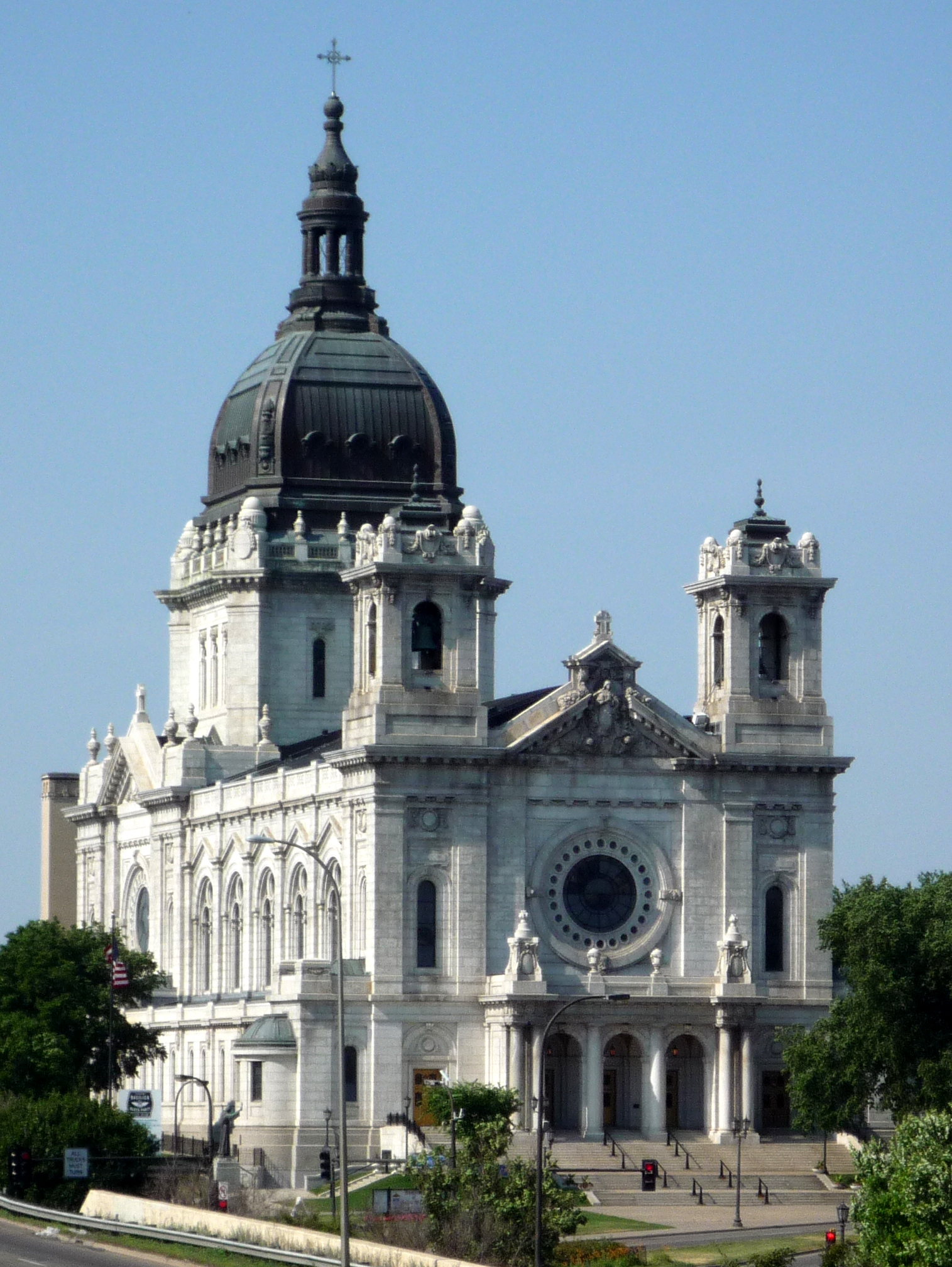
Vue de la basilique Sainte-Marie de Minneapolis.

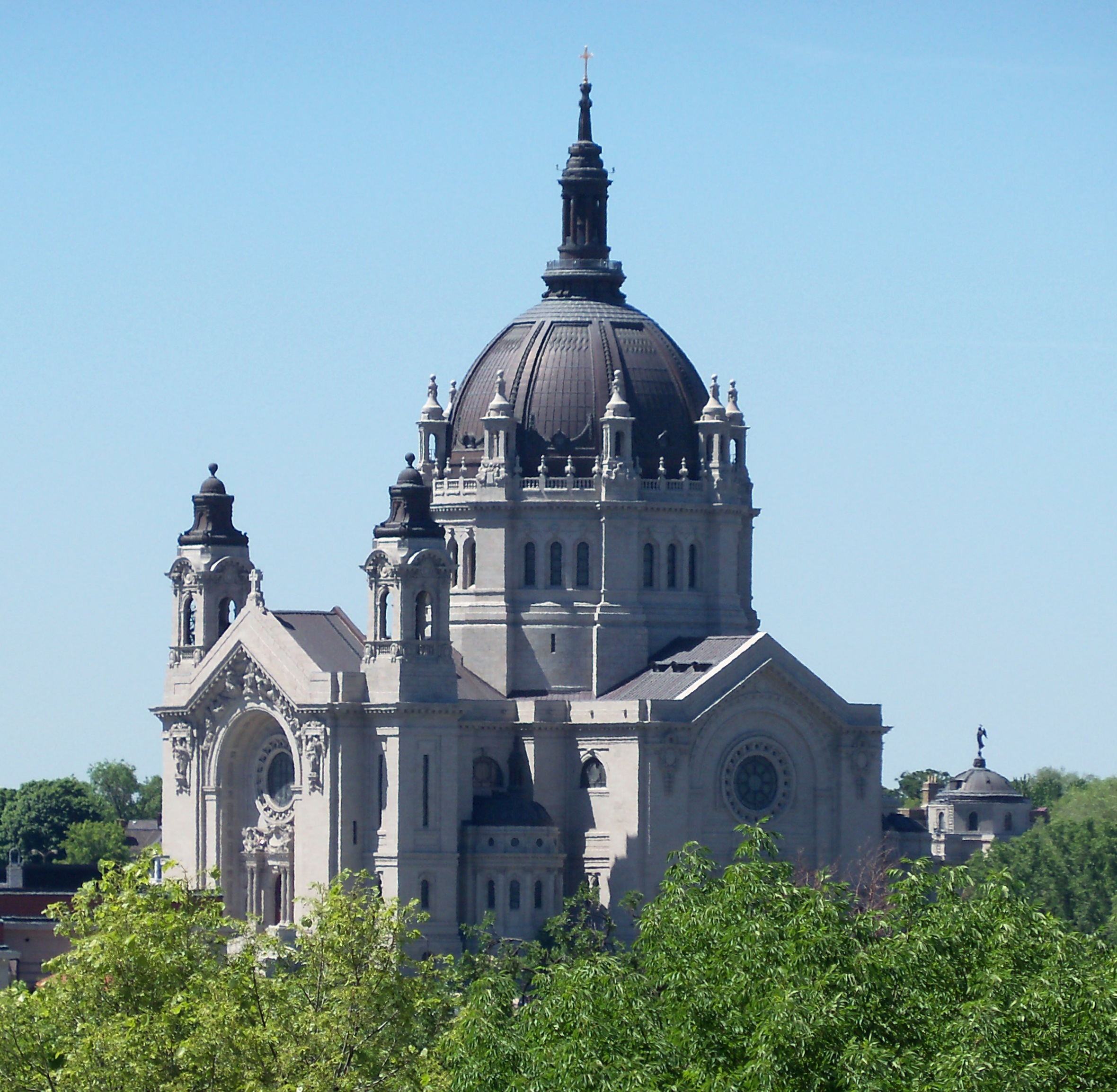
Vue de la cathédrale Saint-Paul de Saint Paul.

Cette page présente la liste des évêques et archevêques de Saint Paul et Minneapolis. 
Le diocèse de Saint Paul, dans le Minnesota est créé le 19 juillet 1850, par détachement de ceux de Dubuque et de Milwaukee.
Il est érigé en archidiocèse le 4 mai 1888. Il change de dénomination le 11 juillet 1966 pour devenir l'archidiocèse de Saint Paul et Minneapolis (Archidioecesis Pauloplitana et Minneapolitana).

## Sont évêques
- 23 juillet 1850-† 22 février 1857 : Joseph Crétin, évêque de Saint Paul.
- 22 février 1857-21 janvier 1859 : siège vacant
- 21 janvier 1859-31 juillet 1884 : Thomas Grace (Thomas Langdon Grace), évêque de Saint Paul.
- 31 juillet 1884-4 mai 1888 : John Ireland, évêque de Saint Paul.

## Puis sont archevêques
- 4 mai 1888-† 25 septembre 1918 : John Ireland, promu archevêque de Saint Paul.
- 31 janvier 1919-† 29 novembre 1930 : Austin Dowling, archevêque de Saint Paul.
- 29 octobre 1931-† 11 octobre 1956 : John Murray (John Gregory Murray), archevêque de Saint Paul.
- 11 octobre 1956-† 1er octobre 1961 : William Brady (William Otterwell Brady), archevêque de Saint Paul.
- 16 décembre 1961-28 mai 1975 : Léo Binz, archevêque de Saint Paul, puis de Saint Paul et Minneapolis à partir du 11 juillet 1966.
- 28 mai 1975-8 septembre 1995 : John Roach (John Robert Roach)
- 8 septembre 1995-2 mai 2008 : Harry Flynn (Harry Joseph Flynn)
- 2 mai 2008-15 juin 2015 : John Nienstedt (John Clayton Nienstedt)
  - 15 juin 2015-24 mars 2016 : Bernard Hebda (Bernard Anthony Hebda), administrateur apostolique (par ailleurs archevêque coadjuteur de Newark)
- Depuis le 24 mars 2016 : Bernard Hebda (Bernard Anthony Hebda)

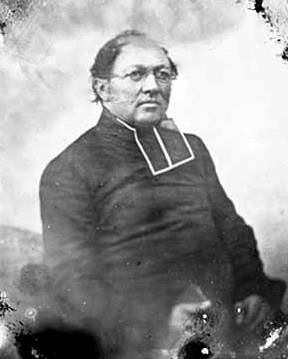
Joseph Crétin (1850-1857).
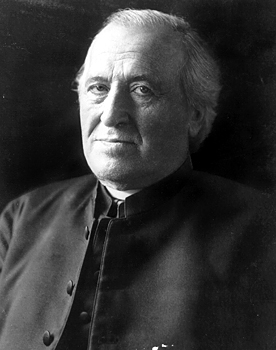
John Ireland (1884-1918).
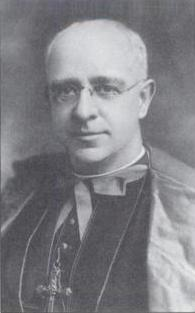
Austin Dowling (1919-1930).

## Source
- (en) Archdiocese of Saint Paul and Minneapolis, Catholic-Hierarchy